# كاثرين روس (مجدفة)
كاثرين روس (بالإنجليزية: Kathryn Ross)‏ هي مجدفة أسترالية، ولدت في 25 يونيو 1981.

## وصلات خارجية
- كاثرين روس على موقع الاتحاد الدولي للتجديف (الإنجليزية)
- كاثرين روس على موقع Paralympic.org (الإنجليزية)
- كاثرين روس على موقع اللجنة البارالمبية الأسترالية (الإنجليزية)